# Links (politiek)
Links is de politieke richting in het politiek spectrum die streeft naar sociale gelijkheid.
Termen als links, rechts, centrumlinks en centrumrechts suggereren dat alle politieke partijen vrij eenvoudig gepositioneerd kunnen worden in een spectrum dat varieert van extreemlinks tot extreemrechts. In de praktijk kan zo'n indeling niet zonder meer op basis van de partijstandpunten gemaakt worden, omdat een partij bijvoorbeeld op sociaal gebied linkse standpunten heeft en op ethisch gebied rechtse. Een vuistregel voor de indeling van een partij kan zijn het links-rechtsgehalte te meten aan de hand van haar standpunten op drie belangrijke gebieden: de visie op de rol van de overheid in de economie, de visie op de gewenste machtsverdeling (de gewenste invloed van de burger op de politiek) en de visie op de vraag of er strikte strenge voorgeschreven waarden en normen moeten zijn op zedelijk gebied.
Ook binnen een partij of organisatie kan vaak een spectrum worden onderscheiden van linkse en rechtse vleugels.

## Herkomst van de term
Over het precieze ontstaan van de politieke termen links en rechts bestaan verschillende verklaringen, hoewel er overeenstemming is dat het ontstaan dateert uit de tijd van de Franse Revolutie waarbij in de Franse Staten-Generaal een ruimtelijke opdeling ontstond waarbij voorstanders van het behoud van de oude machtsverhoudingen zich aan de rechterzijde bevonden en de tegenstanders links. De conservatieven (reactionairen en klerikalen) zaten rechts van de voorzitter. Zij bestonden voornamelijk uit edellieden, kerkelijke leiders en monarchistische burgers die het traditionele ancien régime in stand wilden houden. Links van de voorzitter zaten de seculiere liberalen. Zij wilden de macht van de traditionele orde doorbreken ten bate van de burgerij. Later in de negentiende eeuw verschoven de accenten: links werd vooral van toepassing op socialistische partijen, waardoor de liberalen in het politieke midden belandden en conservatieven onder rechts kwamen te vallen.

## Betekenis van het begrip links
In de 19de eeuw duidde de term rechts op conservatisme, een scherpe reactie tegen de moderne vrijheden en de industriële maatschappij, sterke nadruk op organisch gegroeide sociale verbanden en machtsposities, respect voor autoriteit en aanvaarding van ongelijkheid. Links daarentegen duidde op een progressieve visie – te denken valt hierbij aan de leuze van de Franse Revolutie, vrijheid, gelijkheid en broederlijkheid. Bijvoorbeeld: in het België van midden 19e eeuw werd de katholieke partij (le parti conservateur) aangeduid als la droite (rechts) en de liberale partij als la gauche (links). In de loop van de 19de eeuw werd ook het liberalisme echter (deels) een behoudende kracht, die vooral de belangen van de burgerij verdedigde. Op het einde van de 19de eeuw werd het progressieve denken een nieuw élan gegeven door het opkomende socialisme. Hoe meer het liberalisme ervaren werd als een behoudende kracht, des te meer werd links voorbehouden voor het socialisme.
Over het algemeen klinkt er in het politieke begrip links iets door van bevrijding van burgers uit oude onderdrukkende structuren. Omdat die bevrijding van de zwakkeren niet door de markt werd gerealiseerd, en dus vaak van de staat werd verwacht, associëren sommigen (een bepaald deel van politiek rechts) links vooral met etatisme. Op die manier kan het begrip politiek links ook wel verbonden worden met het collectivisme, een stroming die het belang van de gemeenschap boven dat van het individu stelt.
Vanouds wordt het begrip links dus geassocieerd met socialisme maar ook wel communisme. Van recentere datum zijn de linkse noties sociaaldemocratie en de verzorgingsstaat. In het verlengde daarvan worden de volgende zaken over het algemeen als links beschouwd:
- streven naar meer macht voor de economisch zwakken in de samenleving (klassenstrijd)
- wantrouwen ten aanzien van de vrije marktwerking en van het bedrijfsleven (het kapitaal)
- toepassen van overheidsingrijpen om tot een rawlsiaanse of egalitaire verdeling van welvaart te komen

Overigens werden in Nederland tot de Tweede Wereldoorlog alle niet-confessionele partijen tot de linkse partijen gerekend.

## Liberaal in het schema links/rechts
Het liberalisme wordt in sommige gevallen als rechts en andere juist als links beschouwd. Het kan beschouwd worden als links in de zin van zijn historische roeping van – in theorie – het emanciperen van alle individuen en het bieden van gelijke kansen aan allen. Het zou rechts genoemd kunnen worden wanneer het – in de praktijk – afkeer van overheidsinterventie verkiest boven implementatie van individuele emancipatie en zo opnieuw terugkeert naar een vorm van recht van de sterkste, een bestendiging van de natuurlijke ongelijkheid van de mensen, zo essentieel voor het conservatisme.
Een wezenskenmerk van het huidige liberalisme is het beperken van de inmenging van de overheid in de vrijheid van het individu. Dit principe verzet zich tegen een linkse economische politiek van grote overheidssteun voor economisch zwakkeren, maar ook tegen de rechtse politiek van het handhaven van een traditionele moraal.
Liberale partijen kunnen zich zowel links als rechts in het politieke spectrum bevinden. Het progressief-liberalisme (ook bekend als links-liberalisme en sociaal-liberalisme) staat links van het midden terwijl het conservatief-liberalisme rechts van het midden staat. In Nederland is D66 een progressief-liberale partij. Ook de VVD bevat progressief-liberalen, maar omdat het merendeel van de partij uit conservatief-liberalen bestaat wordt de VVD als rechtse partij beschouwd.

## Extreemlinks
De term extreemlinks wordt meestal gebruikt voor groeperingen die bereid zijn om naast de verbale discussie ook fysiek geweld te gebruiken om hun linkse politieke idealen te verdedigen. Dit geweld kan gericht zijn tegen zowel personen als goederen.  Typische voorbeelden uit de recente geschiedenis zijn linkse stadsguerrilla's als de Brigate Rosse en de Rote Armee Fraktion en activistische organisaties als het Animal Liberation Front en de RaRa. Nederlandse voorbeelden zijn het Dierenbevrijdingsfront en de Internationale Socialisten (IS). De IS werd in een januari 2010 gepubliceerd rapport, geschreven in opdracht van het ministerie van Binnenlandse Zaken door het onderzoeksbureau IVA, omschreven als waarschijnlijk de belangrijkste organisatie binnen socialistisch extreemlinks. 
In het westen worden communistische partijen ook regelmatig als extreemlinks aangeduid, vermits hun standpunten zich vaak aan de meest linkse zijde van het westerse politieke spectrum bevinden.

## Linkse partijen in Nederland

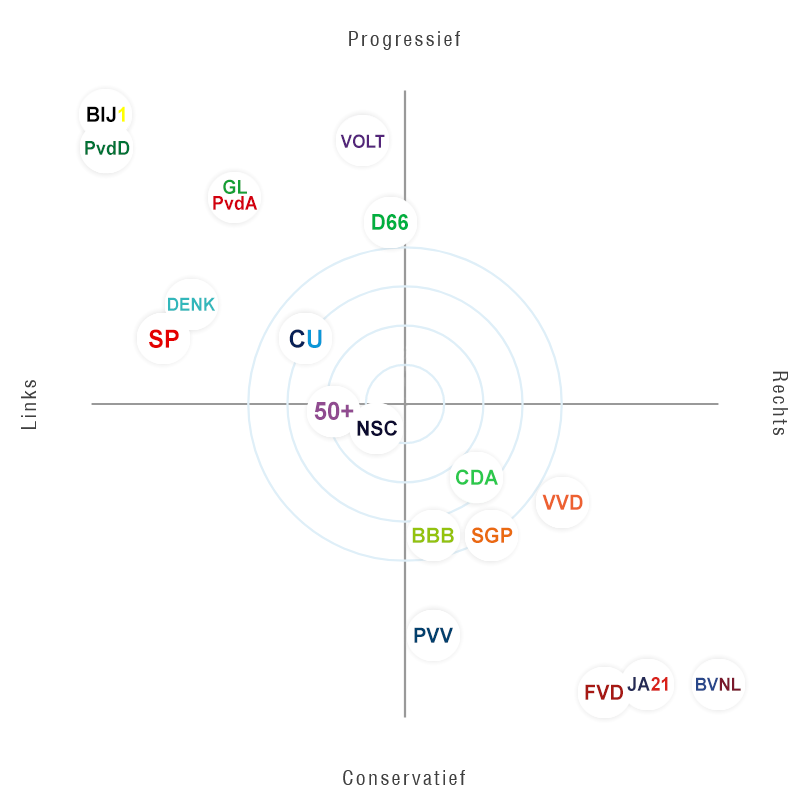
In Nederland bevonden de linkse politieke partijen zich tijdens de Tweede Kamerverkiezingen in 2023, volgens het Kieskompas, aan de linkerkant van deze figuur.

Onder meer de volgende Nederlandse partijen worden tot (centrum)links gerekend volgens het Kieskompas:
- 50PLUS
- BIJ1
- ChristenUnie (CU)
- D66
- DENK
- GroenLinks (GL)
- Partij van de Arbeid (PvdA)
- Partij voor de Dieren (PvdD)
- Socialistische Partij (SP)
- Volt

D66 en Volt hebben zowel linkse als ook meer behoudende standpunten en worden doorgaans tot het centrum gerekend. De ChristenUnie noemt zichzelf christelijk-sociaal en is in sociaaleconomisch opzicht tegenwoordig een stuk linkser dan de andere confessionele partijen. De voorgangers van de ChristenUnie werden vroeger samen met de SGP wel aangeduid als klein rechts, vooral vanwege hun anticommunisme en hun standpunten ten aanzien van kwesties als abortus, feminisme en zedelijkheidswetgeving. De Partij voor de Dieren wil van oudsher geen positie innemen op de links-rechtsschaal, maar staat qua standpunten ingedeeld als links. BIJ1 is radicaal-links. De partij uit fundamentele kritiek op het kapitalisme, evenals de SP. Tegelijkertijd wordt de partij vaak als one-issuepartij gezien door zijn focus op anti-racisme/multiculturalisme. Sylvana Simons neemt zelf consequent afstand van dat label. De partij DENK, waaruit BIJ1 is voortgekomen, wordt om dezelfde reden als one-issuepartij bestempeld.

## Linkse partijen in België
- Vlaanderen
  - Groen
  - Linkse Socialistische Partij (LSP)
  - Partij van de Arbeid (PVDA)
  - Socialistische Arbeiderspartij (SAP)
  - Vonk (politieke beweging)
  - Vooruit
- Wallonië
  - Ecolo
  - Front des Gauches (FdG)
  - Ligue Communiste Révolutionnaire (LCR)
  - Mouvement de Gauche (MG)
  - Parti Socialiste (PS)
  - Parti Socialiste de Lutte (PSL)
  - Parti du Travail de Belgique (PTB)
- Duitstalig België
  - Sozialistische Partei (SP)
  - Ecolo

## Kleur rood
Linkse politiek en linkse politici worden in de regel vereenzelvigd met de kleur rood. Vandaar dat men in plaats van links ook wel het woord rood gebruikt. Vooral in vroeger tijden was dit het geval, zoals met het Rode Gevaar, waarmee het voormalige Oostblok alsmede de Volksrepubliek China werden bedoeld. Vaak wordt de kleur blauw gebruikt om politiek rechts aan te geven. Een coalitie tussen sociaaldemocraten en liberalen wordt dan ook aangeduid als paars, de mengkleur van rood en blauw.
Een bekende uitzondering op de regel dat linkse partijen rood zijn, en rechtse partijen blauw, is de Verenigde Staten: de Democraten, de grootste linksneigende partij, gebruiken met name de kleur blauw, en de Republikeinen, de grootste rechtsneigende partij, gebruiken met name de kleur rood. Staten waar een van beide partijen dominant is, worden soms blue states als Californië en red states als Texas genoemd. Staten waar presidentsverkiezingen vaak met zeer kleine marges worden gewonnen, worden soms purple states (bijv. Florida) genoemd, ook wel bekend als battleground states of swing states.